# Protozoar

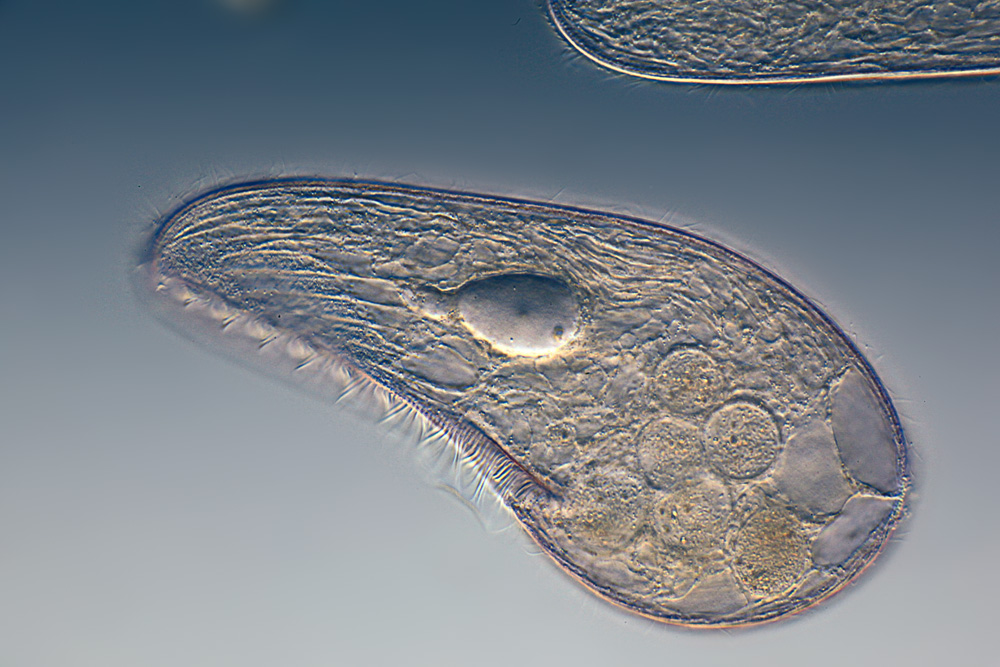
Blepharisma japonicum, un protozoar ciliat

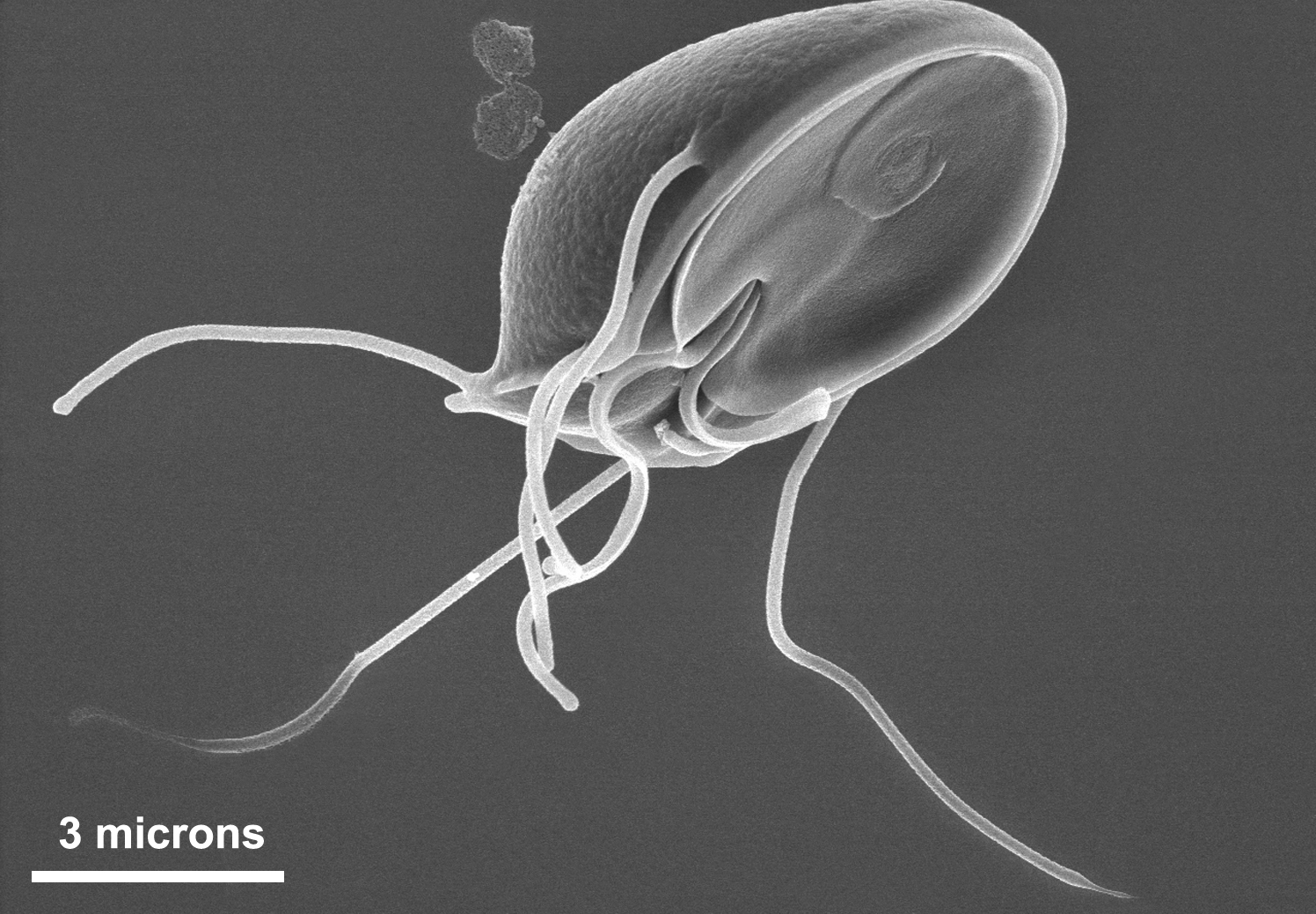
Giardia muris, un protozoar flagelat

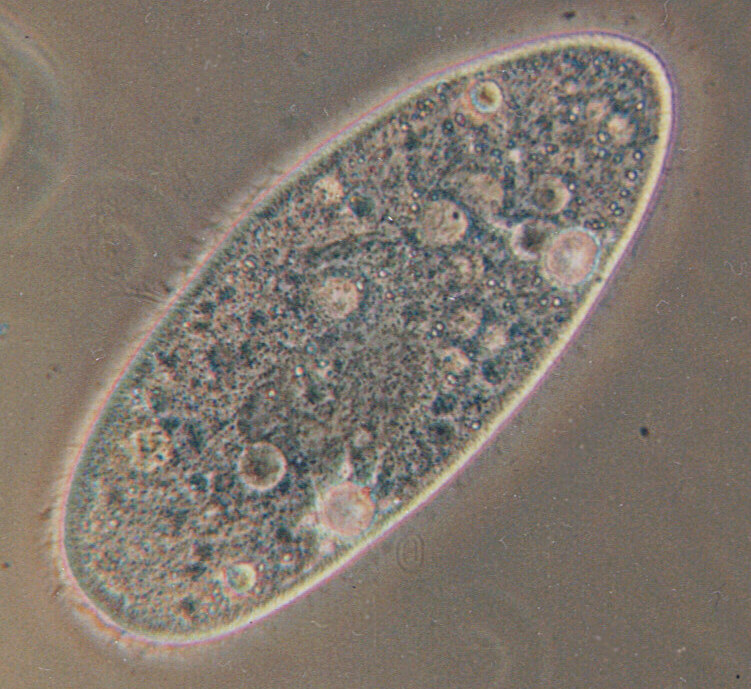
Paramecium aurelia

Protozoarele (din greacă πρωτόζωο[ν], protózoo - primul animal; "protos"-primul, "zoon"-animal) sunt cele mai simple organisme eucariote. Sunt unicelulare, ele fiind cuprinse în regnul Protista. Sunt monoenergide sau polienergide. Pot fi solitare sau coloniale. Când sunt coloniale uneori pot exista în colonie indivizi specializați pentru o anumită funcție. Aceștia pot acționa în interdependență, colonia acționând ca un întreg. Acest tip de colonie poarta denumirea de „colonie individ”. Celula reprezintă individul și realizează toate funcțiile.

## Istoricul cercetărilor
Protozoarele au fost descoperite de căre A. Leeuwenhoeck în 1674. 

## Caracteristici generale

### Mărime
Marea majoritate au dimensiuni microscopice. Dimensiunile variază între 10-20 µ. Unele pot fi chiar vizibile cu ochiul liber, așa cum este de exemplu specia Amoeba proteus care poate ajunge până la 500 µ. Alte specii pot avea până la 3 mm cum este Spirostomum ambiguum sau chiar 6 cm Collozoum sp. Există și protozoare mult mai mari cum ar fi numuliții. Aceștia ating dimensiunile cele mai mari din cadrul protozoarelor. Astfel Neusina agassizi ajunge până la 19 cm diametru.
Cele mai mici protozoare sunt leishmaniile și sporozoarele. Astfel sporozoarul Theileria parva are doar 1-2,5 µ.

### Organizare
Organisme unicelulare, protozoarele au corpul format dint-o singură celulă care este formată din plasmalemă la exterior, citoplasmă la interior, unul sau mai multe nuclee

#### Plasmalema
Plasmalema este formată din macromoleculele stratului superficial al citoplasmei. Aceste macromolecule sunt orientate mai mult sau mai puțin perpendicular pe suprafața celulei. Grosimea acestei plasmaleme variază. Astfel la amibă ea are câteva sute de Å .

#### Citoplasma
Aspectul fizic. Are o refringență mai mare decît a apei și o structură coloidală. Citoplasma prin această structură coloidală permite trecerea între gel și sol.

### Caracteristici biologice

#### Hrănirea
Ele se hrănesc în principal cu substanțe organice sau cu alge unicelulare, sunt deci organisme heterotrofe, dar unele grupe (de exemplu euglenele) în prezența luminii se hrănesc prin fotosinteză, deci autotrof.Acestea se hrănesc în timpul nopții cu substanțe organice din apă,fiind mixtotrofe (se hranesc si cu alge si cu substanțe organice) . Digestia se realizează cu ajutorul vacuolelor digestive.

#### Respirația
În citoplasmă au loc arderi, în urma cărora rezultă energia necesară vieții și a dioxidului de carbon, care este eliminat tot prin membrana celulei.

#### Circulația
Protozoarele, fiind foarte mici, nu au inimă și vase de sânge, așa că nu se realizează circulația.

#### Excreția
Se realizează cu ajutorul vacuolelor contractile sau pulsatile.

#### Reproducerea
Se realizează prin diviziune (longitudinală sau transversală).
se inmulteste:
1.asexuat: -diviziune binara (longitudionala si transvensala)
- diviziune multipla (plasmolidiu)
- inmugurire (externa si interna)
2. sexuat: -copulatie (izogama si anizogama)
- conjugare

#### Locomoția
Locomoția protozoarelor se realizează cu ajutorul organitelor specializate, cum ar fi flagelul la flegelate (de ex. euglena) sau cilii la ciliate (de ex. parameciul). Amiba se deplasează cu ajutorul pseudopodelor (picioare false) .

#### Mediu de viață
Protozoarele sunt foarte numeroase, adaptate la cele mai variate medii și moduri de viață. Foarte multe sunt acvatice iar unele sunt edafice (traiesc in sol).

### Importanță
Protozoarele sunt importante în studiul teoretic pentru că ele fac legătura dintre plante și animale.
Unele din consecințele practice ale existenței lor într-un ecosistem sunt: curăță mediile acvatice în care trăiesc și reprezintă hrană pentru alte animale.

## Grupe ecologice de protozoare
1. Protozoare libere
2. Protozoare simbionte
3. Protozoare comensale (potențial parazite)
4. Protozoare parazite

Protozoarele pot exista sub doua forme:
1. vegetativă – în condiții favorabile de mediu, aceasta fiind și forma sub care se hrănește și se înmulțește;
2. chistică – în condiții nefavorabile, asigurându-și doar supraviețuirea.

Forma vegetativă a protozoarelor este numită „Trophozoit.” Din cele 40.000 de specii cunoscute de protozoare cunoscute ca. 8.000 sunt parazite din care 70 parazitează pe om și numai 40 din ele sunt patogene.
Dintre protozoare, putem aminti specii ca Paramecium caudatum, Epidinium sp. Ophryoscolex sp.
1. ex: Epidinium sp. și Ophryoscolex sp. (INFUZOR)
  1. biotop: Prestomacele rumegătoarelor (rumen, rețea, foios).
  2. hrănire și relații trofice: Acești infuzori se hrănesc cu conținut rumenal.
  3. morfologie și organizare: Au forme și dimensiuni variate, microscopice, adesea fără cili sau cu foarte puțini (mai lungi în anumite zone ex: zona adorală- ad=langa). Peretele corpului este întărit de o "carapace" cuticulară.
  4. importanța: Infuzorii participă la digestia celulozei prin sinteza enzimei numită celulază. După moartea lor, sunt preluați în intestin și sunt absorbiți ca sursă de vitamine (complex B).

## Clasificare
- Clasificare după Georgescu, D., 1997
- Clasificare după Systema Naturae 2000